# Feröer a második világháborúban
Feröer a II. világháborúban angol megszállás alá került. Az Egyesült Királyság 1940-ben foglalta el a szigeteket a Valentine-hadművelet keretében, közvetlenül Dánia és Norvégia német megszállása után.
A háború időszakában a szigetek teljesen elszigetelődtek a dán anyaországtól, ami hozzájárult Feröer 1948-ban elnyert autonómiájához. Feröer ebben az időszakban dinamikus gazdasági növekedést ért el a halászatnak köszönhetően, de ezért magas árat fizetett: lakosságának mintegy 0,5%-a odaveszett a tengeren.
A háború csúcséveiben mintegy 8000 brit katonát vezényeltek az akkor 30 000 lakosú szigetcsoportra. A háború után az angolok gyorsan elhagyták Feröert.

## Stratégiai helyzet

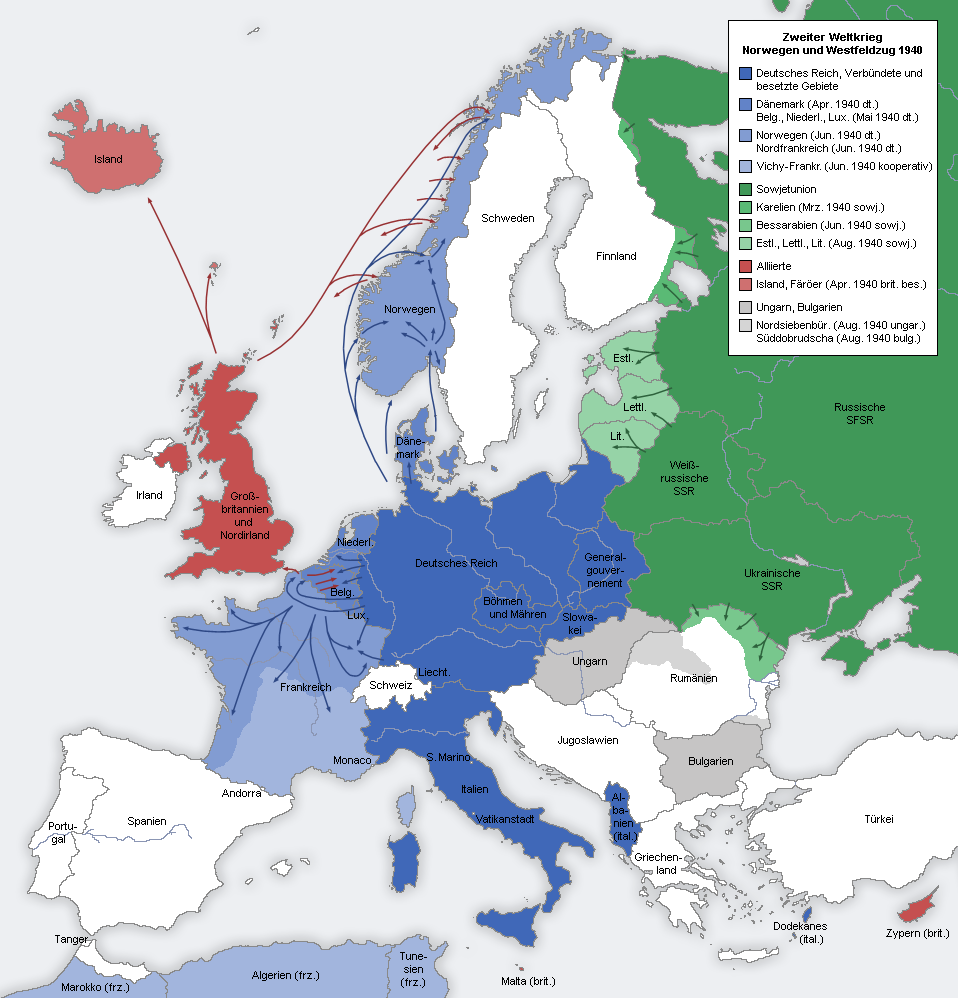
A II. világháború Európában, 1940. Dánia és Norvégia német, Izland és Feröer brit megszállás alá került.

Míg az I. világháborúban a Németország elleni brit tengeri blokád vonala Orkney, Shetland és a semleges Norvégiához tartozó Bergen között húzódott, az észak-atlanti térség stratégiai viszonyai a Weserübung hadművelet után gyökeresen megváltoztak. Az Egyesült Királyságnak a II. világháború során Shetland, Feröer (a megszállás előtt Feröer a dán korona függősége) és Izland vonalában kellett kialakítania a blokádot, míg a hosszú norvég tengerpart német bázisnak számított. Dánia és Norvégia megszállása a briteket gyors beavatkozásra ösztönözte, hogy el ne veszítsék ezeket a fontos pozíciókat.
Feröer stratégiai helyzete a hidegháborúban és mindmáig is befolyásolja az ország világpolitikai helyzetét.

## Feröer megszállása
1940. április 9-én reggel megszakadt a távíróösszeköttetés Feröer és Dánia között. A dán rádió beszámolt a német bevonulásról és a dán király és kormány kapitulációjáról. A január 30-án választott Løgting épp ülésezett; Carl Aage Hilbert kormányzó megbeszélést folytatott az újonnan kialakult helyzetről a képviselőkkel. Másnap Hilbert és Kristian Djurhuus (a Løgting elnöke) rádióbeszédben közölte, hogy Dánia kapitulációja nem jelenti Feröer kapitulációját, illetve hogy a szigetek irányítását a kormányzó és a Løgting veszi át.
Ugyanaznap délután a Fólkaflokkurin államcsínyt próbált végrehajtani, egyoldalúan kinyilvánítva, hogy Hilbert többé nem rendelkezik hatalommal Feröeren, és 18 órás ultimátumot adva a függetlenség kikiáltására. A kísérlet a Løgtingben többséget alkotó többi párt elutasításán elbukott.
Eközben a Royal Navy feltartóztatta az Orkney közelében, brit vizeken hajózó Eysturoy nevű hajót, és a Dannebrog bevonására utasította. A kapitány kihasználva a lehetőséget a Feröeri zászlót vonta fel helyette, és így folytatta útját Aberdeenbe. A példát skóciai kikötőben horgonyzó többi feröeri hajó is követte.

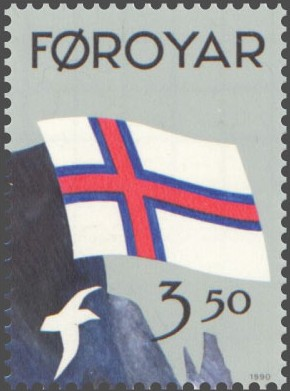
A feröeri zászlót 1940. április 10-én vonták fel először, és április 25-én ismerték el hivatalosan

Április 11-én a BBC beszámolt róla, hogy Winston Churchill – mint Az Admiralitás Első Lordja – beszédet mondott a brit parlament alsóházában a Dánia és Norvégia megszállása utáni brit lépésekről. Fontosnak nevezte, hogy a németeket megelőzve megszállják Feröert és Izlandot, biztosítva az Amerika felé vezető hajózóutat, amelyet a német tengeralattjárók veszélyeztettek. a háború után Feröert vissza kívánta szolgáltatni Dániának. Ez a feröeriek számára is nyilvánvalóvá tette, hogy a függetlenség kérdése időszerűtlenné vált.
Április 12-én a két brit romboló érkezett a tórshavni kikötőbe. A haditengerészet tisztjei megbeszélést folytattak Valdemar Lützen brit konzullal, majd a kormányzóval és a parlament elnökével. Megerősítették a Churchill által elmondottakat, és egyúttal azt kérték, hogy készítsenek elő szállást 250 katona számára Tórshavnban és Skálafjørðurban. Délutánra összehívták a parlament ülését, ahol Hilbert tájékoztatta a jelenlévőket a helyzetről. A pártok elfogadták a tájékoztatást, kivéve a Fólkaflokkurint: Thorstein Petersen és Jóannes Patursson szerint a parlamentnek ki kellett volna kiáltani a függetlenséget, ezzel Izlandhoz hasonlóan megelőzve a brit megszállást. Ugyanezen a napon Tórshavnban és Argirban határozatlan időre este 8-tól reggel 8-ig tartó elsötétítést rendeltek el.
Április 13-án délután a Suffolk cirkáló horgonyt vetett Tórshavn előtt, néhány kisebb hajóval együtt. Az előző napi két romboló is visszatért, és a szigetek körül őrjáratozott. T. B. W. Sandall ezredes partra szállt Frederick Mason (az új brit konzul) és lord Halifax társaságában, ezzel kezdetét vette a Valentine-hadművelet. Találkoztak a kormányzóval, aki dán nyelven felolvasott nekik egy nyilatkozatot. Sandall ezt formális tiltakozásnak tekintette, jóllehet Hilbert azt nyilvánította ki, hogy mivel nincs kapcsolata Koppenhágával, ezért nem tudja a hivatalos dán álláspontot képviselni, valamint hogy elfogadja a brit feltételeket azon az alapon, hogy a britek nem avatkoznak be a feröeri hatóságok jogkörébe tartozó kérdésekbe. Kristian Djurhuus a Løgting formális tiltakozását tolmácsolta Sandallnak azzal, hogy a rendkívüli helyzetet elfogadják, és békés együttműködésre törekszenek. A konzul elfogadta a tiltakozást.

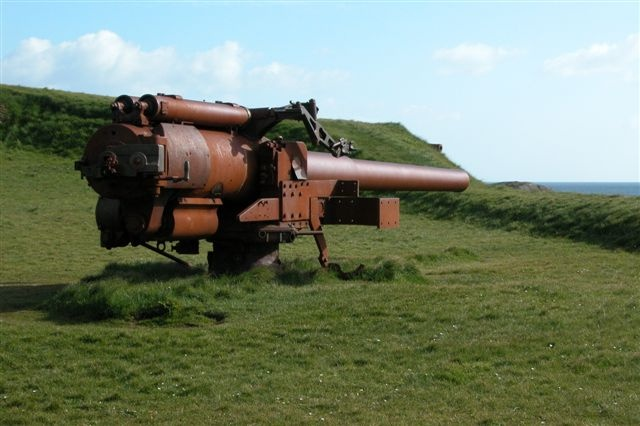
Brit hajóágyú a Skansinban

A britek nem kívántak beavatkozni Feröer alkotmányos helyzetébe, mivel világosan és következetesen azon az állásponton voltak, amit Churchill beszédében kifejtett: a háború után Feröer visszakerül a felszabadított Dániához. Ennek megfelelően Hilbert továbbra is kormányzó maradt azzal a különbséggel, hogy ezután az Egyesült Királyságot képviselte.
Eközben partra szállították és elhelyezték a Royal Marines 250 katonáját. A Suffolkon érkezett a RAF három tisztje is, akik azonnal hozzáláttak, hogy repülőgépek leszállására kialakítható területet keressenek. Másnap a német és a dán rádió is beszámolt Feröer elfoglalásáról, de mindezt a propaganda céljainak megfelelően erősen torzítva.

## A feröeri lakosság és a britek kapcsolata

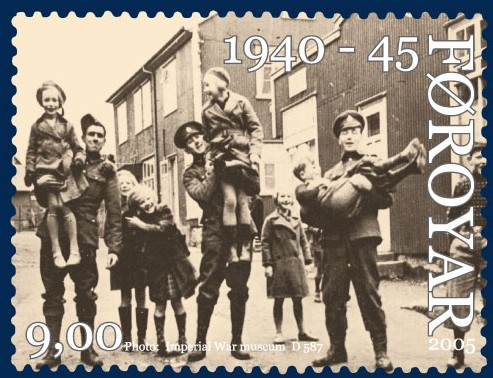
Brit katonák és feröeri gyerekek

A feröeri lakosság és a brit katonák kapcsolata a háború alatt nagyon jó volt. A partra szálló katonákat a lakosság lelkesen üdvözölte 1940-ben, mert a feröeriek többsége azt remélte, hogy a Royal Navy katonái érkeznek előbb, és nem a németek.
A fiatal brit katonák bálokban és más alkalmakon összeismerkedtek a helyi fiatalokkal, és ezekből az ismeretségekből gyakran házasság született. A háború után, amikor a katonákat hazarendelték, ezeknek a pároknak a többsége az Egyesült Királyságba költözött, míg néhány esetben a katonai szolgálat végeztével Feröeren telepedtek le. Az anyakönyvek szerint 1941 és 1947 között 151 brit-feröeri pár kötött házasságot; ha hozzávesszük azokat, akik a háború után Nagy-Britanniába költöztek, és ott kötöttek házasságot, a szám 160-ra emelkedik. Viszonylag gyakran megesett, hogy feröeri lányok teherbe estek, és nem tudták megmondani, ki volt a gyerek apja. Sok esetben ez sohasem derült ki, valószínűleg mert az apa elesett a fronton. Ennek következtében sok gyerek apa nélkül nőtt fel.
Az első két évben mindössze 800 katona állomásozott a szigeteken, ami könnyen kezelhető létszám volt. Később számuk 6000-re emelkedett, ami óhatatlanul növelte a feszültséget a helyiek és a katonák között. Ennek ellenére a brit fiatalok sok háznál szinte családtagnak számítottak: gyakran meghívták őket teára vagy vacsorázni, ők pedig édességet, cigarettát és más nehezen beszerezhető árukat ajándékoztak a háziaknak. Ez a kereskedelem egyébként illegálisnak számított, és ha kiderült, büntették is.
Vágar szigetén sok brit dolgozott a Vágari repülőtér építésén. A parancsnokság különös gondot fordított rá, hogy a kemény munka után gondoskodjon a szórakozásukról. Gyakran rendeztek koncerteket, táncmulatságokat vagy bokszmeccseket, és rendszeresen hoztak Angliából vendégelőadókat repülővel. Egy alkalommal Eiðiben rendeztek előadást, ami este egy lakodalomban folytatódott, ahol a feröeri lánctáncba is bekapcsolódtak a katonák, jóllehet a balladák szövegéből egy szót sem értettek. A hasznos időtöltésre is mód nyílt: Vágarban dán és feröeri nyelvtanfolyamokat szerveztek, valamint a tórshavni műszaki iskola is nyitva állt a brit fiatalok előtt. A parancsnok a helyiekre is gondolt: többek között népszerű karácsonyi műsorokat szervezett a gyerekeknek, de a szegénységben élőkről sem feledkezett meg.